# Bojana Novakovic
Bojana Novakovic, née le 17 novembre 1981 à Belgrade en actuelle Serbie (ex-Yougoslavie), est une actrice serbo-australienne.
Elle se fait connaître en jouant dans la série australienne Satisfaction (2007-2008). Au cinéma, elle joue dans les thrillers Jusqu'en enfer (2009), Hors de contrôle (2010), Devil (2010) et se fait remarquer grâce au drame Burning Man (2011).
Elle alterne les premiers et rôles secondaires dans des productions comme If You Love Me... (2014), Le Sanctuaire (2015), Moi, Tonya (2017), Beyond Skyline (2017) et Malicious (2018). Parallèlement, elle tente de s'installer sur le petit écran et joue dans la série judiciaire Rake (2014), la comédie Shameless (2015-2016) et la policière Instinct (2018-2019).

## Biographie

### Jeunesse et formation
Sauf indication contraire, les informations mentionnées dans cette section peuvent être confirmées par la base de données cinématographiques IMDb,  présente dans la section « Liens externes ».
Née à Belgrade, en actuelle Serbie (ex-Yougoslavie), elle a une plus jeune sœur, Valentina Novakovic également actrice, notamment connue pour avoir joué dans le feuilleton télévisé australien Les Voisins.
En 1988, à l'âge de sept ans, la famille s'installe en Australie. Initialement, Bojana Novakovic souhaitait devenir assistante sociale ou médecin. Elle décide finalement d'intégrer le milieu du divertissement. Elle étudie au McDonald College de Sydney et obtient ensuite un bachelor en arts dramatique de l'Institut national d'art dramatique, en 2002.

### Carrière

#### Débuts en Australie
Après quelques rôles mineurs au cinéma et des apparitions ponctuelles à la télévision australienne (Hartley, cœurs à vif, Fréquence Crime, Brigade des mers), elle se fait remarquer par la profession en 2003 alors qu'elle occupe le premier rôle féminin du téléfilm dramatique Marking Time. Cette production est saluée et lui vaut l'Australian Film Institute de la meilleure actrice.
Elle est alors choisie pour intégrer la distribution principale de la série The Cooks diffusée sur Network Ten, mais qui fut arrêtée au bout d'une courte saison de treize épisodes, faute d'audiences.
Elle se tourne vers le cinéma et devient le premier rôle féminin du film d'action Solo de Morgan O'Neill et joue sous la direction du serbe Goran Paskaljević pour le drame choral Optimisti. Les deux productions sont commercialisées en 2006.
Entre 2007 et 2009, elle incarne Tippi dans la série dramatique Satisfaction diffusée sur le réseau Showcase. La série suit la vie quotidienne de cinq prostituées et de leur manager au sein d'une maison close de grand luxe. Un rôle qui lui permet de prétendre au Prix ACTRA de la meilleure actrice.

#### Percée à Hollywood
En 2008, elle joue dans son premier long métrage américain en apparaissant dans Sept vies de Gabriele Muccino porté par la performance de Will Smith. L'année suivante, elle joue un rôle secondaire dans Jusqu'en enfer de Sam Raimi.
En 2010, elle est à l'affiche de deux longs métrages exposés : D'abord le thriller Hors de contrôle qui marque le retour en vedette de Mel Gibson. Il s'agit de l'adaptation d'une mini-série télévisée britannique diffusée en 1986 sur l'antenne de la BBC et déjà réalisée à l'époque par Martin Campbell, avec Bob Peck dans le rôle principal. Bien que le film soit une déception côté box-office, Bojana Novakovic se démarque par une citation à l'Australian Film Institute de la meilleure actrice.
Puis, elle joue l'un des premiers rôles du thriller horrifique écrit par M. Night Shyamalan et réalisé par John Erick Dowdle, Devil. Un huis clos sur un groupe de cinq personnes qui se retrouve coincé dans l'ascenseur d'un gratte-ciel, cependant, l'une d'entre elles s'avère être le diable. En dépit de critiques mitigées, le film est largement rentabilisé au box-office. Le film a été projeté la première fois en France au Festival du film fantastique de Gérardmer en 2011. L'année ou elle joue dans le film australien Burning Man aux côtés de Matthew Goode ce qui lui vaut deux nouvelles propositions au titre de meilleure actrice lors de cérémonies de remises de prix australiennes.
Ce qui la pousse à revenir en Australie afin de participer à la comédie romantique Not Suitable for Children avec Ryan Kwanten et la comédie noire The King Is Dead! aux côtés de Luke Ford. Sans en délaisser son public américain naissant en participant au drame Generation Um... avec Keanu Reeves et Adelaide Clemens mais cette production est très mal reçue par la critique.

#### Retour télévisuel et cinéma
En 2013, elle accepte un petit rôle pour le réalisateur Rolf de Heer et son drame Le Pays de Charlie, une production largement saluée par les critiques. L'année suivante, elle fait son retour à la télévision en acceptant d'intégrer la distribution principale de la série Rake. Basée sur la série australienne du même nom et diffusée par la FOX, cette adaptation est cependant un échec d'audiences. Au cinéma, elle porte la comédie dramatique If You Love Me... avec Damon Herriman qui divise la critique.
Bojana Novakovic persiste cependant à s'installer à la télévision américaine en acceptant le premier rôle d'une série développée par ABC, Agatha, mais la série ne dépasse finalement pas le stade de pilote. Elle se replie alors sur un petit rôle récurrent dans l'installée série Shameless et elle joue dans Le Sanctuaire de Corin Hardy, premier long métrage salué du réalisateur qui se fera connaître mondialement par La Nonne (2018).
Entre-temps, elle tourne pour le cinéaste français Jean-Pierre Jeunet, le téléfilm Casanova dans lequel elle incarne Madame de Pompadour, entourée d'un casting international notamment composé de Diego Luna, Ben Daniels, Laure Marsac et Miranda Richardson.
Après une incursion dans le registre de la science-fiction avec apparition dans la série Westworld et le film Beyond Skyline dans lequel elle partage la vedette aux côtés de Frank Grillo, elle joue un rôle secondaire dans le drame plébiscité Moi, Tonya, popularisé par Margot Robbie.
En 2018, elle occupe la vedette du film d'horreur Malicious et elle accepte le premier rôle féminin d'une série policière de CBS, produite et portée par Alan Cumming, Instinct. Renouvelée pour une saison 2, la série est finalement arrêtée à la suite d'une perte d'audiences.
En 2020, elle joue des rôles secondaires qui entourent Margot Robbie dans Birds of Prey. Un blockbuster réalisé par Cathy Yan qui fait suite à Suicide Squad.
En 2024, elle rejoint le casting de Chicago PD lors de la saison 11, elle devient un personnage secondaire de la série. Son personnage est le détective Jo Petrovic assistant l'équipe dans la recherche un tueur en série. Au cours de l'enquête, elle se rapproche du détective Upton.

## Filmographie

### Cinéma

#### Longs métrages
- 1997 : Blackrock de Steven Vidler : Tracy Warner
- 1999 : Strange Fits of Passion de Elise McCredie : Jaya
- 2000 : Cercle intime de Samantha Lang : Tianna
- 2004 : Thunderstruck (en) de Darren Ashton : Anna
- 2006 : Solo (en) de Morgan O'Neill : Billie
- 2006 : Optimisti de Goran Paskaljevic : Marina
- 2008 : Sept vies (Seven Pounds) de Gabriele Muccino : Julie (non créditée)
- 2009 : Jusqu'en enfer (Drag Me to Hell) de Sam Raimi : Ilenka Ganush
- 2010 : Hors de contrôle (Edge of Darkness) de Martin Campbell : Emma Craven
- 2010 : Devil (Devil) de John Erick Dowdle : Sarah Caraway
- 2010 : Sisanje de Stevan Filipovic : Mina
- 2010 : Skinning
- 2011 : Burning Man, de Jonathan Teplitzky : Sarah
- 2012 : Not Suitable for Children de Peter Templeman : Ava
- 2012 : The King Is Dead! de Rolf de Heer : Therese
- 2012 : Generation Um... de Mark Mann : Violet
- 2013 : Le Pays de Charlie de Rolf de Heer : Agent de libération conditionnelle
- 2014 : If You Love Me... (The Little Death) de Josh Lawson : Maeve
- 2015 : Le Sanctuaire (The Hallow) de Corin Hardy : Claire Hitchens
- 2017 : Moi, Tonya (I, Tonya) de Craig Gillespie : Dody Techman
- 2017 : Beyond Skyline de Liam O'Donnell : Audrey
- 2018 : Malicious de Michael Winnick : Lisa
- 2020 : Birds of Prey de Cathy Yan : Erika
- 2004 : Everything Goes de Andrew Kotatko : Une amie de Brianie
- 2005 : The Eye Inside de Cordelia Beresford : Mademoiselle X

### Télévision

#### Séries télévisées
- 1997 : Hartley, cœurs à vif : Tasha (1 épisode)
- 1998-1999 : Wildside : Vildana Asimovic (saison 1, épisode 29 et saison 2, épisode 19)
- 1999 : Big Sky : Leisa (1 épisode)
- 1999 : Fréquence Crime : Sophie Misfud  (1 épisode)
- 1999 : All Saints : Rachel Carpenter  (1 épisode)
- 2000 : Brigade des mers : Sarah Schreiber  (1 épisode)
- 2004-2005 : The Cooks : Raffa (13 épisodes)
- 2007-2009 : Satisfaction : Tippi (20 épisodes)
- 2014 : Rake : Melissa 'Mikki' Partridge (13 épisodes)
- 2015 : Agatha : Agatha (pilote non retenu par ABC)
- 2015-2016 : Shameless : Bianca (6 épisodes)
- 2016 : Westworld : Cowgirl (1 épisode)
- 2018-2019 : Instinct : Détective Lizzie Needham (24 épisodes)
- 2021- 2023 : Love me (12 épisodes) : Clara Mathieson
- 2024 : Chicago P.D. : Détective Josephine « Jo » Petrovic

#### Téléfilms
- 2003 : Marking Time de Cherie Nowlan : Randa
- 2006 : BlackJack: At the Gates de Peter Andrikidis : Nikki
- 2015 : Casanova de Jean-Pierre Jeunet : Madame de Pompadour

## Distinctions
Sauf indication contraire ou complémentaire, les informations mentionnées dans cette section proviennent de la base de données IMDb.

### Récompenses
- Australian Film Institute 2004 : meilleure actrice dans une mini-série ou un téléfilm pour Marking Time

### Nominations
- Prix ACTRA 2008 : meilleure actrice pour Satisfaction
- Australian Film Institute 2010 : meilleure actrice pour Hors de contrôle
- Film Critics Circle of Australia 2012 : meilleure actrice pour Burning Man
- Australian Film Critics Association 2013 : meilleure actrice dans un second rôle pour Burning Man